# Port lotniczy Polokwane
Port lotniczy Polokwane (IATA: PTG, ICAO: FAPP) – port lotniczy położony 5 km na północ od Polokwane, w prowincji Limpopo, w Republice Południowej Afryki.

## Linie lotnicze i połączenia
| Linia Lotnicza | Kierunek        |
| -------------- | --------------- |
| Airlink        | 1. Johannesburg |